# Giọng hát Việt (mùa 1)
Mùa đầu tiên của Giọng hát Việt bắt đầu được phát sóng từ ngày 8 tháng 7 năm 2012 trên kênh VTV3 của Đài Truyền hình Việt Nam. Bốn giám khảo cho mùa đầu tiên là Thu Minh, Trần Lập, Hồ Ngọc Hà và Đàm Vĩnh Hưng. Giải thưởng cho nhà vô địch mùa đầu tiên là 500 triệu đồng và một hợp đồng thu âm với hãng ghi âm Universal Republic cùng nhiều giải phụ khác.
Tại đêm chung kết diễn ra vào ngày 13 tháng 1 năm 2013, thí sinh Phạm Thị Hương Tràm của đội Thu Minh đã trở thành quán quân Giọng hát Việt mùa đầu tiên.

## Vòng Giấu mặt
Trong vòng Giấu mặt, các huấn luyện viên sẽ tiến hành tuyển chọn thí sinh để thành lập một đội 14 người. Các huấn luyện viên sẽ ngồi quay lưng lại với thí sinh và không được biết bất cứ thông tin gì của thí sinh trừ giọng hát. Khi họ thấy muốn "tuyển" thí sinh đó vào đội thì phải nhấn nút "TÔI CHỌN BẠN" trong khi phần thi của thí sinh chưa kết thúc. Nếu chỉ một huấn luyện viên quay lại, thí sinh sẽ về đội người đó. Nếu có nhiều huấn luyện viên quay lại, thí sinh được phép chọn huấn luyện viên mình thích và huấn luyện viên cũng được phép dùng mọi cách để kêu gọi thí sinh về đội của mình. Huấn luyện viên đã đủ số lượng thí sinh sẽ dừng tuyển mộ trong khi các huấn luyện viên khác tiếp tục. Vòng giấu mặt kết thúc ngay khi tất cả các huấn luyện viên dừng tuyển vì đủ chỗ.

### Tập 1 (8 tháng 7 năm 2012)
| Giám khảo nhấn nút 'TÔI CHỌN BẠN' | Không Giám khảo nào nhấn 'TÔI CHỌN BẠN' | Thí sinh chỉ có một lựa chọn giám khảo | Giám khảo được chọn | Thí sinh được từ 2 giám khảo lựa chọn trở lên |

| Thứ tự | Thí sinh (Tuổi, quê quán)                          | Bài hát dự thi (Sáng tác)                           | Sự lựa chọn của thí sinh và giám khảo | Sự lựa chọn của thí sinh và giám khảo | Sự lựa chọn của thí sinh và giám khảo | Sự lựa chọn của thí sinh và giám khảo |
| Thứ tự | Thí sinh (Tuổi, quê quán)                          | Bài hát dự thi (Sáng tác)                           | Đàm Vĩnh Hưng                         | Thu Minh                              | Hồ Ngọc Hà                            | Trần Lập                              |
| ------ | -------------------------------------------------- | --------------------------------------------------- | ------------------------------------- | ------------------------------------- | ------------------------------------- | ------------------------------------- |
| 1      | Nguyễn Văn Thắng (26, Thanh Hóa)                   | Quán cóc (Trần Lập)                                 | —                                     |                                       | —                                     |                                       |
| 2      | Đặng Thị Hoài Trinh (27, Thành phố Hồ Chí Minh)    | I surrender (Louis Biancaniello, Sam Watters)       |                                       | —                                     | —                                     | —                                     |
| 3      | Lê Vũ Phương (25, Kiên Giang)                      | Giấc mơ mùa thu (Võ Thiện Thanh)                    | —                                     | —                                     | —                                     | —                                     |
| 4      | Mai Khánh Linh (19, Hà Nội)                        | One night only (Tom Eyen, Henry Krieger)            | —                                     |                                       | —                                     | —                                     |
| 5      | Trang Quốc Cường (25, Thành phố Hồ Chí Minh)       | All by myself (Eric Carmen)                         | —                                     | —                                     |                                       | —                                     |
| 6      | Đào Bá Lộc (19, Thành phố Hồ Chí Minh)             | Criminal (Max Martin, Shellback, Tiffany Amber)     |                                       |                                       |                                       | —                                     |
| 7      | Bùi Hà Phương (22, Hà Nội)                         | Mùa đông sẽ qua (Anh Quân, Huy Tuấn)                | —                                     | —                                     | —                                     | —                                     |
| 8      | Nguyễn Phú Luân (25, Thành phố Hồ Chí Minh)        | You raise me up (Brendan Graham, Rolf Løvland)      | —                                     |                                       |                                       | —                                     |
| 9      | Nguyễn Khánh Phương Linh (21, Hà Nội)              | Valerie (Amy Winehouse)                             | —                                     |                                       |                                       | —                                     |
| 10     | Đỗ Xuân Sơn (23, Thành phố Hồ Chí Minh)            | Đường về xa xôi (Thanh Bùi, Hoàng Huy Long)         | —                                     |                                       |                                       | —                                     |
| 11     | Phạm Trần Thanh Phương (24, Thành phố Hồ Chí Minh) | Hurt (Christina Aguilera, Linda Perry, Mark Ronson) | —                                     | —                                     | —                                     | —                                     |
| 12     | Đinh Thị Thanh Hương (24, Quảng Trị)               | Warwick avenue (Aime Ann's Duffy)                   |                                       |                                       |                                       |                                       |
| 13     | Nguyễn Tấn Đạt (?, Đà Nẵng)                        | Giấc mơ của tôi (Anh Quân)                          | —                                     | —                                     | —                                     | —                                     |
| 14     | Nguyễn Khắc Duy (?, An Giang)                      | Bay (Nguyễn Hải Phong)                              | —                                     | —                                     | —                                     | —                                     |
| 15     | ? (?, ?)                                           | Chasing pavements (Adele, Eg White)                 | —                                     | —                                     | —                                     | —                                     |
| 16     | Nguyễn Hương Giang (21, Hà Nội)                    | Đừng ngoảnh lại (Lưu Hương Giang)                   | —                                     | —                                     |                                       |                                       |
| 17     | Lê Thị Lê Vy (24, Hà Nội)                          | Dấu phố em qua (Nguyễn Bình)                        | —                                     | —                                     |                                       | —                                     |
| 18     | Ngô Duy Khiêm (24, Thành phố Hồ Chí Minh)          | Ghen (Phương Uyên)                                  | —                                     | —                                     | —                                     | —                                     |
| 19     | Phạm Thị Hương Tràm (17, Nghệ An)                  | I will always love you (Dolly Parton)               |                                       |                                       |                                       |                                       |

### Tập 2 (15/07/2012)
| Giám khảo nhấn nút 'TÔI CHỌN BẠN' | Không Giám khảo nào nhấn 'TÔI CHỌN BẠN' | Thí sinh chỉ có một lựa chọn giám khảo | Giám khảo được chọn | Thí sinh được từ 2 giám khảo lựa chọn trở lên |

| Thứ tự | Thí sinh (Tuổi, quê quán)                     | Bài hát dự thi (Sáng tác)                                          | Sự lựa chọn của thí sinh và giám khảo | Sự lựa chọn của thí sinh và giám khảo | Sự lựa chọn của thí sinh và giám khảo | Sự lựa chọn của thí sinh và giám khảo |
| Thứ tự | Thí sinh (Tuổi, quê quán)                     | Bài hát dự thi (Sáng tác)                                          | Đàm Vĩnh Hưng                         | Thu Minh                              | Hồ Ngọc Hà                            | Trần Lập                              |
| ------ | --------------------------------------------- | ------------------------------------------------------------------ | ------------------------------------- | ------------------------------------- | ------------------------------------- | ------------------------------------- |
| 1      | Ksor Đức (28, Gia Lai)                        | Giọt đắng (Trần Lập)                                               | —                                     | —                                     | —                                     |                                       |
| 2      | Hoàng Thị Uyên (28, Đắk Lắk)                  | Niềm hy vọng (Hà Dũng)                                             |                                       |                                       | —                                     |                                       |
| 3      | Phạm Phương Dung (33, Thành phố Hồ Chí Minh)  | Nơi thời gian ngừng lại (Tường Văn)                                | —                                     | —                                     | —                                     | —                                     |
| 4      | Phan Ngọc Luân (24, Thành phố Hồ Chí Minh)    | Whataya want from me (Max Martin, Shellback, Pink)                 |                                       |                                       |                                       |                                       |
| 5      | Hoàng Mạnh (24, Đà Nẵng)                      | Sway (The Rolling Stone)                                           |                                       | —                                     | —                                     | —                                     |
| 6      | Kinh Tư An Nghi (16, Thành phố Hồ Chí Minh)   | Crazy woman (The Rolling Stone)                                    | —                                     | —                                     | —                                     | —                                     |
| 7      | Trần Thị Kim Loan (38, Đồng Nai)              | Chỉ còn tôi với tôi (Quang Đức)                                    |                                       | —                                     | —                                     |                                       |
| 8      | Đinh Thị Thu Thùy (26, Vĩnh Phúc)             | Thu cạn (Nhạc: Giáng Son Thơ: Y Mai)                               |                                       | —                                     | —                                     |                                       |
| 9      | Nguyễn Thùy Linh (21, Hà Nội)                 | This masquerade (Leon Russell)                                     | —                                     | —                                     | —                                     |                                       |
| 13     | Lê Phạm Xuân Nghi (23, Thành phố Hồ Chí Minh) | Listen (Henry Krieger, Scott Cutler, Anne Preven, Beyoncé Knowles) |                                       |                                       |                                       |                                       |
| 14     | Huỳnh Anh Tuấn (30, Thành phố Hồ Chí Minh)    | You'll be in my heart (Phil Collins)                               | —                                     | —                                     |                                       |                                       |
| 15     | Bùi Caroon (23, Phú Yên)                      | Love potion no. 9 (Jerry Leiber, Mike Stoller)                     |                                       | —                                     |                                       |                                       |
| 16     | Hoàng Nam Hải (19, Hà Nội)                    | Một lần được yêu (Nhạc Hàn Quốc Lời Việt: Tuấn Hưng)               | —                                     | —                                     | —                                     | —                                     |
| 17     | Nguyễn Đức Quang (29, Thành phố Hồ Chí Minh)  | Có nhau trọn đời (Đức Trí)                                         | —                                     |                                       | —                                     | —                                     |
| 18     | Nguyễn Kiên Giang (29, Ninh Bình)             | My way (Paul Anka)                                                 | —                                     |                                       | —                                     |                                       |
| 19     | Hà Văn Đông (20, Thành phố Hồ Chí Minh)       | Tâm hồn của đá (Trần Lập)                                          |                                       |                                       |                                       |                                       |

### Tập 3 (22/07/2012)
| Giám khảo nhấn nút 'TÔI CHỌN BẠN' | Không Giám khảo nào nhấn 'TÔI CHỌN BẠN' | Thí sinh chỉ có một lựa chọn giám khảo | Giám khảo được chọn | Thí sinh được từ 2 giám khảo lựa chọn trở lên |

| Thứ tự | Thí sinh (Tuổi, quê quán)                         | Bài hát dự thi (Sáng tác)                                                             | Sự lựa chọn của thí sinh và giám khảo | Sự lựa chọn của thí sinh và giám khảo | Sự lựa chọn của thí sinh và giám khảo | Sự lựa chọn của thí sinh và giám khảo |
| Thứ tự | Thí sinh (Tuổi, quê quán)                         | Bài hát dự thi (Sáng tác)                                                             | Đàm Vĩnh Hưng                         | Thu Minh                              | Hồ Ngọc Hà                            | Trần Lập                              |
| ------ | ------------------------------------------------- | ------------------------------------------------------------------------------------- | ------------------------------------- | ------------------------------------- | ------------------------------------- | ------------------------------------- |
| 1      | Dương Quốc Huy (20, Vũng Tàu)                     | I don't want to miss a thing (Diane Warren)                                           | —                                     |                                       | —                                     |                                       |
| 2      | Nguyễn Hoàng Triều (20, Quảng Ngãi)               | Ngôi sao trong đêm (Tạ Quang Thắng)                                                   | —                                     | —                                     | —                                     |                                       |
| 3      | Tạ Châm Anh (25, Hà Nội)                          | Someone like you (Adele, Dan Wilson)                                                  | —                                     | —                                     | —                                     | —                                     |
| 4      | Vũ Kim Cương (32, Hà Nội)                         | Mona Lisa (Ray Evans, Jay Livingston)                                                 |                                       | —                                     | —                                     | —                                     |
| 5      | Nguyễn Trọng Khương (?, Thành phố Hồ Chí Minh)    | You raise me up (Brendan Graham, Rolf Løvland)                                        |                                       |                                       | —                                     | —                                     |
| 6      | Nguyễn Trang Diễm My (27, Thành phố Hồ Chí Minh)  | The power of love (Gunther Mende, Candy DeRouge, Jennifer Rush, Mary Susan Applegate) |                                       |                                       | —                                     |                                       |
| 7      | Nguyễn Hoàng Đức (24, Hà Nội)                     | Sorry seems to be the hardest word (Elton John, Bernie Taupin)                        | —                                     | —                                     |                                       | —                                     |
| 8      | Nguyễn Thị Thái Trinh (18, Thành phố Hồ Chí Minh) | Give me one reason (Tracy Chapman)                                                    |                                       |                                       |                                       |                                       |
| 9      | Nguyễn Trường Sinh (22, Thành phố Hồ Chí Minh)    | Nếu điều đó xảy ra (Ngọc Châu)                                                        | —                                     | —                                     | —                                     | —                                     |
| 10     | Kiều Minh Quyền (?, ?)                            | Hurry home (Zane Williams)                                                            | —                                     | —                                     |                                       | —                                     |
| 11     | Đỗ Lệ Quyên (20, Thành phố Hồ Chí Minh)           | Bài ca trên đồi (Mạnh Trí)                                                            | —                                     | —                                     | —                                     |                                       |
| 12     | Nguyễn Quốc Dũng (23, Thành phố Hồ Chí Minh)      | Goodbye my lover (Sasha Skarbek)                                                      | —                                     | —                                     | —                                     |                                       |
| 13     | Trần Hoàng Anh (?, Hà Nội)                        | Mơ làm người lớn (Hoàng Anh)                                                          |                                       | —                                     | —                                     | —                                     |
| 14     | Lê Minh Mẫn (27, Thành phố Hồ Chí Minh)           | 60 năm cuộc đời (Y Vân)                                                               | —                                     | —                                     | —                                     | —                                     |
| 15     | Nguyễn Trúc Nhân (21, Thành phố Hồ Chí Minh)      | Mercy (Amie Ann's Duffy, Steve Booker)                                                | —                                     |                                       | —                                     | —                                     |
| 16     | Đặng Thị Thu Thủy (25, Hà Nội)                    | If I ain't got you (Alicia Keys)                                                      |                                       |                                       |                                       |                                       |
| 17     | Dương Trần Nghĩa (27, Hà Nội)                     | Angels (Robbie Williams, Guy Chambers, Ray Heffernan)                                 | —                                     |                                       |                                       |                                       |

### Tập 4 (29/07/2012)
| Giám khảo nhấn nút 'TÔI CHỌN BẠN' | Không Giám khảo nào nhấn 'TÔI CHỌN BẠN' | Thí sinh chỉ có một lựa chọn giám khảo | Giám khảo được chọn | Thí sinh được từ 2 giám khảo lựa chọn trở lên |

| Thứ tự | Thí sinh (Tuổi, quê quán)                          | Bài hát dự thi (Sáng tác)                                                    | Sự lựa chọn của thí sinh và giám khảo | Sự lựa chọn của thí sinh và giám khảo | Sự lựa chọn của thí sinh và giám khảo | Sự lựa chọn của thí sinh và giám khảo |
| Thứ tự | Thí sinh (Tuổi, quê quán)                          | Bài hát dự thi (Sáng tác)                                                    | Đàm Vĩnh Hưng                         | Thu Minh                              | Hồ Ngọc Hà                            | Trần Lập                              |
| ------ | -------------------------------------------------- | ---------------------------------------------------------------------------- | ------------------------------------- | ------------------------------------- | ------------------------------------- | ------------------------------------- |
| 1      | Nguyễn Ngọc Gia Bảo (23, Thành phố Hồ Chí Minh)    | I love rock and roll (Alan Merrill, Jake Hooker)                             | —                                     |                                       | —                                     | —                                     |
| 2      | Lương Minh Trí (22, Hà Nội)                        | Felling good (Anthony Newley, Leslie Bricusse)                               | —                                     | —                                     | —                                     |                                       |
| 3      | Nguyễn Thị Thảo Nguyên (20, Thành phố Hồ Chí Minh) | Zombie (Dolores O'Riordan)                                                   | —                                     | —                                     | —                                     |                                       |
| 4      | Trần Nguyên Long (27, Thành phố Hồ Chí Minh)       | Beat it (Michael Jackson)                                                    | —                                     |                                       |                                       | —                                     |
| 5      | Trần Thị Tố Ny (19, Đà Nẵng)                       | Ngựa ô thương nhớ (Trần Tiến)                                                | —                                     | —                                     | —                                     | —                                     |
| 6      | Thiều Bảo Trang (21, Hà Nội)                       | Rolling in the deep (Adele, Paul Epworth)                                    |                                       |                                       |                                       |                                       |
| 7      | Trần Hồng Dương (?, Hà Nội)                        | Anh sẽ nhớ mãi (Đức Trí)                                                     | —                                     | —                                     |                                       | —                                     |
| 8      | Nguyễn Quỳnh Trang (?, Hà Nội)                     | Hãy về với em (Thái Hùng)                                                    |                                       | —                                     | —                                     | —                                     |
| 9      | Trần Thị Thanh Thủy (?, ?)                         | You lost me (Christina Aguilera, Sia Furler, Samuel Dixon)                   | —                                     | —                                     | —                                     |                                       |
| 10     | Phạm Mai Anh (21, Đà Nẵng)                         | Any man of mine (Robert John "Mutt" Lange, Shania Twain)                     |                                       | —                                     | —                                     | —                                     |
| 11     | Bùi Anh Tuấn (21, Thành phố Hồ Chí Minh)           | Nơi tình yêu bắt đầu (Tiến Minh)                                             |                                       | —                                     |                                       | —                                     |
| 12     | Vũ Thanh Hằng (25, Hà Nội)                         | Falling (Alicia Keys)                                                        |                                       |                                       | —                                     |                                       |
| 13     | Tiêu Châu Như Quỳnh (20, Thành phố Hồ Chí Minh)    | I'll survive (Freddie Perren, Dino Fekaris)                                  |                                       |                                       |                                       |                                       |
| 14     | Phạm Dũng Hà (31, Thành phố Hồ Chí Minh)           | You know I'm no good (Amy Winehouse)                                         |                                       | —                                     |                                       |                                       |
| 15     | Đồng Thị Lan (29, Hải Dương)                       | La vie en rose (Édith Piaf, Louiguy, Marguerite Monnot)                      |                                       |                                       |                                       |                                       |
| 16     | Nguyễn Hoài Bảo Anh (20, Thành phố Hồ Chí Minh)    | Safe and sound (Taylor Swift, Joy Williams, John Paul White, T-Bone Burnett) | —                                     |                                       | —                                     |                                       |
| 17     | Phạm Thị Ngân Bình (?, Thành phố Hồ Chí Minh)      | How did I fall in love with you (Backstreet Boys)                            | —                                     |                                       |                                       | —                                     |
| 18     | Phạm Hữu Thuận (21, Thành phố Hồ Chí Minh)         | At last (Mack Gordon, Harry Warren)                                          | —                                     | —                                     |                                       | —                                     |

## Vòng Đối đầu
Các huấn luyện viên huấn luyện các thành viên trong đội với sự trợ giúp của các cố vấn tin cậy mà họ mời. Họ chia cặp (mỗi trận đấu gồm có 2 đối thủ cùng đội) đào tạo và cho các cặp thí sinh của chính đội mình đối đầu với nhau để chiến đấu và huấn luyện viên của đội đó phải quyết định một người chiến thắng để vào vòng sau, người thua sẽ phải ra về. 28 người chiến thắng sẽ vào vòng biểu diễn trực tiếp.
Danh sách cố vấn của các đội:
| Đội HLV       | Cố vấn 1       | Cố vấn 2         |
| ------------- | -------------- | ---------------- |
| Đàm Vĩnh Hưng | Elvis Phương   | Cẩm Vân          |
| Thu Minh      | Hồng Nhung     | Nguyễn Hải Phong |
| Hồ Ngọc Hà    | Hồ Quỳnh Hương | Thanh Bùi        |
| Trần Lập      | Siu Black      | Hồ Hoài Anh      |

     Thắng đối đầu do được HLV lựa chọn
     Thua đối đầu do không được HLV lựa chọn

### Tập 1 (19/08/2012)
| Thứ tự | Đội           | Bài hát đối đầu (Sáng tác)                                                   | Thí sinh 1          | Thí sinh 2          |
| ------ | ------------- | ---------------------------------------------------------------------------- | ------------------- | ------------------- |
| 1      | Đàm Vĩnh Hưng | Tình bỗng dưng khác (Phương Uyên)                                            | Trần Hoàng Anh      | Nguyễn Quỳnh Trang  |
| 2      | Trần Lập      | Somebody that I used to know (Gotye)                                         | Trần Thị Thanh Thủy | Nguyễn Hoài Bảo Anh |
| 3      | Hồ Ngọc Hà    | Well, well, well (Amie Ann's Duffy)                                          | Đào Bá Lộc          | Phạm Hữu Thuận      |
| 4      | Thu Minh      | Everything I do (I do it for you) (Bryan Adams, Michael Kamen, Robert Lange) | Dương Quốc Huy      | Phạm Thị Ngân Bình  |
| 5      | Trần Lập      | Góc tối (Nguyễn Hải Phong)                                                   | Đỗ Lệ Quyên         | Trần Thị Kim Loan   |
| 6      | Đàm Vĩnh Hưng | Another one bites the dust (John Deacon)                                     | Hoàng Mạnh          | Phan Ngọc Luân      |
| 7      | Hồ Ngọc Hà    | Cảm ơn tình yêu tôi (Phương Uyên)                                            | Bùi Anh Tuấn        | Trần Hồng Dương     |

### Tập 2 (26/08/2012)
| Thứ tự | Đội           | Bài hát đối đầu (Sáng tác)                                                                 | Thí sinh 1               | Thí sinh 2        |
| ------ | ------------- | ------------------------------------------------------------------------------------------ | ------------------------ | ----------------- |
| 1      | Thu Minh      | Radio (Hồ Hoài Anh)                                                                        | Đỗ Xuân Sơn              | Nguyễn Phú Luân   |
| 2      | Trần Lập      | Into the night (Chad Kroeger)                                                              | Huỳnh Anh Tuấn           | K'sor Đức         |
| 3      | Hồ Ngọc Hà    | Ain't no sunshine (Bill Withers)                                                           | Nguyễn Thị Thái Trinh    | Trang Quốc Cường  |
| 4      | Đàm Vĩnh Hưng | There you were (Louis Biancaniello, Sam Watters, Ty Lacy)                                  | Phạm Mai Anh             | Phạm Dũng Hà      |
| 5      | Thu Minh      | Price tag (Jessica Cornish, Lukasz Gottwald, Claude Kelly, Bobby Ray Simmons, Jr.)         | Nguyễn Khánh Phương Linh | Mai Khánh Linh    |
| 6      | Trần Lập      | Payphone (Adam Levine, Benjamin Levin, Ammar Malik, Dan Omelio, Shellback, Cameron Thomaz) | Nguyễn Thị Thảo Nguyên   | Nguyễn Quốc Dũng  |
| 7      | Đàm Vĩnh Hưng | When you believe (Stephen Schwartz)                                                        | Nguyễn Trang Diễm My     | Lê Phạm Xuân Nghi |

### Tập 3 (09/09/2012)
| Thứ tự | Đội           | Bài hát đối đầu (Sáng tác)                                            | Thí sinh 1           | Thí sinh 2          |
| ------ | ------------- | --------------------------------------------------------------------- | -------------------- | ------------------- |
| 1      | Hồ Ngọc Hà    | Tình về nơi đâu (Thanh Bùi, Hoàng Huy Long)                           | Kiều Minh Quyền      | Nguyễn Hương Giang  |
| 2      | Trần Lập      | Alone (Barry, Robin, Maurice Gibb)                                    | Nguyễn Kiên Giang    | Lương Minh Trí      |
| 3      | Thu Minh      | Falling (Alicia Keys)                                                 | Nguyễn Ngọc Gia Bảo  | Đặng Thị Thu Thủy   |
| 4      | Đàm Vĩnh Hưng | Hương xưa (Cung Tiến)                                                 | Nguyễn Trọng Khương  | Đinh Thị Thu Thùy   |
| 5      | Hồ Ngọc Hà    | Stronger (Jörgen Elofsson, David Gamson, Greg Kurstin, Ali Tamposi)   | Bùi Caroon           | Tiêu Châu Như Quỳnh |
| 6      | Trần Lập      | Lặng thầm một tình yêu (Thanh Bùi, Viễn Trình)                        | Nguyễn Thị Thùy Linh | Nguyễn Hoàng Triều  |
| 7      | Thu Minh      | Moves like jagger (Adam Levine, Benny Blanco, Ammar Malik, Shellback) | Trần Nguyên Long     | Dương Trần Nghĩa    |

### Tập 4 (16/09/2012)
| Thứ tự | Đội           | Bài hát đối đầu (Sáng tác)                                                                    | Thí sinh 1           | Thí sinh 2       |
| ------ | ------------- | --------------------------------------------------------------------------------------------- | -------------------- | ---------------- |
| 1      | Thu Minh      | Ngày của tôi (Võ Thiện Thanh)                                                                 | Nguyễn Trúc Nhân     | Hoàng Thị Uyên   |
| 2      | Hồ Ngọc Hà    | Bleeding love (Jesse McCartney, Ryan Tedder)                                                  | Lê Thị Lê Vy         | Thiều Bảo Trang  |
| 3      | Đàm Vĩnh Hưng | No one (Phil Wilde, Jean-Paul De Coster, Ray Slijngaard, Anita Dels)                          | Đặng Thị Hoài Trinh  | Vũ Thanh Hằng    |
| 4      | Hồ Ngọc Hà    | Dedication to my Ex (Miss that) (D. Smith, Polow A. Jones, Dwayne Carter Jr., Andre Benjamin) | Đinh Thị Thanh Hương | Nguyễn Hoàng Đức |
| 5      | Đàm Vĩnh Hưng | Dream a little dream of me (Fabian Andre, Wilbur Schwandt)                                    | Vũ Kim Cương         | Đồng Thị Lan     |
| 6      | Trần Lập      | Người đàn bà hóa đá (Trần Lập)                                                                | Nguyễn Văn Thắng     | Hà Văn Đông      |
| 7      | Thu Minh      | The prayer (David Foster, Carole Bayer Sager, Alberto Testa, Tony Renis)                      | Phạm Thị Hương Tràm  | Nguyễn Đức Quang |

## Vòng Liveshow (Biểu diễn trực tiếp)
Thí sinh được bình chọn cao nhất đội
      Thí sinh được bình chọn cao thứ hai đội
      Thí sinh được HLV lựa chọn đi tiếp
      Thí sinh phải tham gia hát Sing-off
      Thí sinh thắng trong vòng Sing-off
      Thí sinh bị loại

### Liveshow 1 (23/09/2012)
Liveshow 1 là đêm biểu diễn của 14 thí sinh của 2 đội huấn luyện viên Trần Lập và Thu Minh. Kết quả thí sinh ở lại, đi tiếp sẽ được công bố vào liveshow 2 được xác định theo quy tắc:
- 2 thí sinh có tỉ lệ bình chọn cao nhất đội sẽ được vào thẳng vòng tiếp theo.
- 2 thí sinh được huấn luyện viên chọn từ 5 thí sinh còn lại sẽ được vào vòng tiếp theo.
- 3 thí sinh không có lượng bình chọn trong Top 2 đội và không được huấn luyện viên lựa chọn sẽ phải hát 1 bài sing-off trong liveshow 2. Sau đó, HLV chọn 1 thí sinh đi tiếp, 2 thí sinh còn lại sẽ bị loại.

| Đội      | Mã số                    | Tên thí sinh           | Bài hát dự thi             | Tác giả                              | Tỉ lệ % bình chọn |
| -------- | ------------------------ | ---------------------- | -------------------------- | ------------------------------------ | ----------------- |
| Thu Minh |                          |                        |                            |                                      |                   |
| 14       | Dương Trần Nghĩa         | Bay                    | Nguyễn Hải Phong           | 11,09%                               |                   |
| 11       | Đỗ Xuân Sơn              | No promises            | Bryan Rice                 | 4,75%                                |                   |
| 13       | Đặng Thị Thu Thủy        | Chuyện tình            | Anh Quân, Dương Thụ        | 5,73%                                |                   |
| 12       | Nguyễn Khánh Phương Linh | Ngày mưa rơi           | Dương Trường Giang         | 7,82%                                |                   |
| 08       | Phạm Thị Hương Tràm      | Anh                    | Xuân Phương                | 57,23%                               |                   |
| 09       | Phạm Thị Ngân Bình       | Còn ta với nồng nàn    | Quốc Bảo                   | 3,80%                                |                   |
| 10       | Nguyễn Trúc Nhân         | Chain of fools         | Don Covel                  | 9,57%                                |                   |
|          |                          |                        |                            |                                      |                   |
| Trần Lập | 01                       | Nguyễn Kiên Giang      | Mama                       | Andreas Romdhane, Josef Larossi      | 6,55%             |
| Trần Lập | 07                       | Nguyễn Văn Thắng       | Đôi chân trần              | Y phon Ksor                          | 3,97%             |
| Trần Lập | 06                       | Huỳnh Anh Tuấn         | Chới với tôi ru tôi        | Hồ Hoài Anh                          | 1,77%             |
| Trần Lập | 02                       | Nguyễn Hoài Bảo Anh    | Everytime                  | Britney Spears, Annette Stamatelatos | 22,07%            |
| Trần Lập | 05                       | Nguyễn Thùy Linh       | Can't take my eyes off you | Frankie Valli                        | 31,70%            |
| Trần Lập | 03                       | Trần Thị Kim Loan      | Và ta đã thấy mặt trời     | Nguyễn Cường                         | 31,63%            |
| Trần Lập | 04                       | Nguyễn Thị Thảo Nguyên | Bust your windows          | Jazmin Sullivan                      | 2,31%             |

### Liveshow 2 (30/09/2012)
Sau khi công bố 8 thí sinh xuất sắc nhất trong 14 thí sinh của 2 đội huấn luyện viên trình diễn ở liveshow 1 được đặc cách vào thẳng vòng tiếp theo ở đầu chương trình. 6 thí sinh còn lại của 2 đội huấn luyện viên sẽ trình diễn đêm Sing-off. Mỗi huấn luyện viên sẽ được chọn thêm 1 thí sinh đi tiếp từ 3 thí sinh hát sing-off. Hai thí sinh còn lại sẽ bị loại.

#### Tiết mục Sing-off
| Đội      | Mã số                    | Tên thí sinh               | Bài hát sing-off                             | Tác giả                            | Kết quả |
| -------- | ------------------------ | -------------------------- | -------------------------------------------- | ---------------------------------- | ------- |
| Thu Minh |                          |                            |                                              |                                    |         |
| 09       | Phạm Thị Ngân Bình       | You lost me                | Christina Aguilera, Samuel Dixon, Sie Furler | Bị loại                            |         |
| 12       | Nguyễn Khánh Phương Linh | Someone like you           | Adele, Dan Wilson                            | Thắng                              |         |
| 13       | Đặng Thị Thu Thủy        | Saving all my love for you | Michael Masser, Serry Goffin                 | Bị loại                            |         |
|          |                          |                            |                                              |                                    |         |
| Trần Lập | 02                       | Nguyễn Hoài Bảo Anh        | Giấc mơ ngày xưa                             | Việt Anh                           | Thắng   |
| Trần Lập | 04                       | Nguyễn Thị Thảo Nguyên     | Sương đêm                                    | Winfield band                      | Bị loại |
| Trần Lập | 06                       | Huỳnh Anh Tuấn             | Rời xa người yêu                             | Nhạc nước ngoài Lời Việt: Khúc Lan | Bị loại |

#### Tiết mục biểu diễn của khách mời
| Thứ tự | Khách mời          | Bài hát        | Tác giả                    |
| ------ | ------------------ | -------------- | -------------------------- |
| 1      | Hà Anh Tuấn        | Thế thôi       | Dương Trường Giang         |
| 2      | Mỹ Lệ              | I have nothing | Jerry Leiber, Mike Stoller |
| 3      | Thu Thùy, Phú Luân | Cứ ngủ say     | Nguyễn Hải Phong           |

### Liveshow 3 (07/10/2012)
Liveshow 3 là đêm biểu diễn của 14 thí sinh của 2 đội huấn luyện viên Đàm Vĩnh Hưng và Hồ Ngọc Hà. Kết quả thí sinh ở lại, đi tiếp sẽ được công bố vào liveshow 4 được xác định theo quy tắc:
- 2 thí sinh có tỉ lệ bình chọn cao nhất đội sẽ được vào thẳng vòng tiếp theo.
- 2 thí sinh được huấn luyện viên chọn từ 5 thí sinh còn lại sẽ được vào vòng tiếp theo.
- 3 thí sinh không có lượng bình chọn trong Top 2 đội và không được huấn luyện viên lựa chọn sẽ phải hát 1 bài sing-off trong liveshow 4. Sau đó, HLV chọn 1 thí sinh đi tiếp, 2 thí sinh còn lại sẽ bị loại.

| Đội           | Mã số                 | Tên thí sinh         | Bài hát dự thi                | Tác giả                        | Tỉ lệ % bình chọn |
| ------------- | --------------------- | -------------------- | ----------------------------- | ------------------------------ | ----------------- |
| Hồ Ngọc Hà    |                       |                      |                               |                                |                   |
| 23            | Nguyễn Hương Giang    | Em kể anh nghe       | Nguyễn Hải Phong              | 2,52%                          |                   |
| 25            | Tiêu Châu Như Quỳnh   | Từng ngày dài        | Đức Trí                       | 7,84%                          |                   |
| 24            | Nguyễn Thị Thái Trinh | Set fire to the rain | Adele Adkine, Freser T. Smith | 4,66%                          |                   |
| 28            | Bùi Anh Tuấn          | Hoang mang           | Võ Hoài Phúc                  | 47,20%                         |                   |
| 27            | Đào Bá Lộc            | Gánh hàng rau        | Hồ Hoài Anh                   | 11,28%                         |                   |
| 22            | Thiều Bảo Trang       | Xin hãy thứ tha      | Dương Khắc Linh               | 12,69%                         |                   |
| 26            | Đinh Thị Thanh Hương  | Forever and one      | M&L, Derie                    | 13,81%                         |                   |
|               |                       |                      |                               |                                |                   |
| Đàm Vĩnh Hưng | 19                    | Nguyễn Trọng Khương  | Mây                           | Đỗ Bảo                         | 11,46%            |
| Đàm Vĩnh Hưng | 17                    | Nguyễn Quỳnh Trang   | Không phải em                 | Thái Thịnh                     | 3,65%             |
| Đàm Vĩnh Hưng | 16                    | Phạm Dũng Hà         | Yesterday                     | Lennon, McCartney              | 5,42%             |
| Đàm Vĩnh Hưng | 18                    | Vũ Thanh Hằng        | Thu cuối                      | Tô Minh Vũ                     | 26,93%            |
| Đàm Vĩnh Hưng | 20                    | Đồng Thị Lan         | Je T'aime                     | Rick Allison. Lời: Lara Fabian | 17,43%            |
| Đàm Vĩnh Hưng | 21                    | Lê Phạm Xuân Nghi    | Không cần nói                 | Alice Done, Serge Lame         | 17,19%            |
| Đàm Vĩnh Hưng | 15                    | Phan Ngọc Luân       | You'll be sorry               | Phương Uyên                    | 17,92%            |

### Liveshow 4 (14/10/2012)
Sau khi công bố 8 thí sinh xuất sắc nhất trong 14 thí sinh của 2 đội huấn luyện viên trình diễn ở liveshow 1 được đặc cách vào thẳng vòng tiếp theo ở đầu chương trình. 6 thí sinh còn lại của 2 đội huấn luyện viên sẽ trình diễn đêm Sing-off. Mỗi huấn luyện viên sẽ được chọn thêm 1 thí sinh đi tiếp từ 3 thí sinh hát sing-off. Hai thí sinh còn lại sẽ bị loại.

#### Tiết mục Sing-off
| Đội           | Mã số               | Tên thí sinh       | Bài hát sing-off                                                             | Tác giả                                                 | Kết quả |
| ------------- | ------------------- | ------------------ | ---------------------------------------------------------------------------- | ------------------------------------------------------- | ------- |
| Hồ Ngọc Hà    |                     |                    |                                                                              |                                                         |         |
| 23            | Nguyễn Hương Giang  | Firework           | Katy Perry, Mikkel S. Eriksen, Tor Erik Hermanaen, Sandy Wilhelm, Eater Dean | Bị loại                                                 |         |
| 25            | Tiêu Châu Như Quỳnh | Hurt               | Christina Aguilera, Linda Perry, Mark Ronson                                 | Thắng                                                   |         |
| 22            | Thiều Bảo Trang     | BỎ THI VÌ SCANDAL  | BỎ THI VÌ SCANDAL                                                            | BỎ THI VÌ SCANDAL                                       |         |
|               |                     |                    |                                                                              |                                                         |         |
| Đàm Vĩnh Hưng | 16                  | Phạm Dũng Hà       | I know                                                                       | Irma, Bryan Marciano, Atonie Madebago Lời Việt: Dũng Hà | Bị loại |
| Đàm Vĩnh Hưng | 17                  | Nguyễn Quỳnh Trang | Đổi thay                                                                     | Kim Tuấn                                                | Bị loại |
| Đàm Vĩnh Hưng | 21                  | Lê Phạm Xuân Nghi  | I have nothing                                                               | Jerry Leiber, Mike Stoller                              | Thắng   |

#### Tiết mục biểu diễn của khách mời
| Thứ tự | Khách mời          | Bài hát                | Tác giả                        |
| ------ | ------------------ | ---------------------- | ------------------------------ |
| 1      | Nathan Lee         | Quando, Quando, Quando | Tony Renis. Lời: Alberto Testa |
| 2      | Đức Quang, Diễm My | Biển và ánh trăng      | Dương Cầm                      |
| 3      | Nguyễn Ngọc Anh    | Broken vow             | Lara Fabian, Walter Afanaself  |
| 4      | Lệ Quyên           | Biển cạn               | Kim Tuấn                       |

### Liveshow 5 (28/10/2012)
Đêm liveshow 5 là các phần dự thi của các thí sinh thuộc đội Thu Minh và Trần Lập. Kết quả thí sinh ở lại, đi tiếp sẽ được công bố vào cuối liveshow 5 được xác định theo quy tắc:
- 2 thí sinh có tỉ lệ bình chọn cao nhất đội sẽ được vào thẳng vòng tiếp theo.
- 1 thí sinh được huấn luyện viên chọn từ 3 thí sinh còn lại sẽ được vào vòng tiếp theo.
- 2 thí sinh không có lượng bình chọn trong Top 2 đội và không được huấn luyện viên lựa chọn sẽ phải hát 1 bài sing-off cuối liveshow 5. Sau đó, HLV chọn 1 thí sinh đi tiếp, 1 thí sinh còn lại sẽ bị loại.

#### Tiết mục dự thi
| Đội      | Mã số                    | Tên thí sinh        | Bài hát dự thi                                         | Tác giả                   | Tỉ lệ % bình chọn |
| -------- | ------------------------ | ------------------- | ------------------------------------------------------ | ------------------------- | ----------------- |
| Thu Minh |                          |                     |                                                        |                           |                   |
| 11       | Đỗ Xuân Sơn              | Gương thần          | Thanh Bùi                                              | 3,49%                     |                   |
| 12       | Nguyễn Khánh Phương Linh | Skyfall             | John Logan, Neal Purvis, Robert Wade                   | 6,36%                     |                   |
| 10       | Nguyễn Trúc Nhân         | Thu cạn             | Giáng Son                                              | 37,70%                    |                   |
| 14       | Dương Trần Nghĩa         | 25 phút             | Jascha Richter                                         | 7,00%                     |                   |
| 08       | Phạm Thị Hương Tràm      | It's not goobye     | Antonio Galbiati, Laura Pausini, Cheope, Shelly Peiken | 45,45%                    |                   |
|          |                          |                     |                                                        |                           |                   |
| Trần Lập | 05                       | Nguyễn Thùy Linh    | Close to you                                           | Burt Bacharach, Hai David | 47,24%            |
| Trần Lập | 02                       | Nguyễn Hoài Bảo Anh | Và em đã biết mình yêu                                 | Phương Uyên               | 16,53%            |
| Trần Lập | 07                       | Nguyễn Văn Thắng    | Vì đâu                                                 | An Hiếu                   | 4,19%             |
| Trần Lập | 03                       | Trần Thị Kim Loan   | Em sẽ nhớ mãi                                          | Đức Trí                   | 11,86%            |
| Trần Lập | 01                       | Nguyễn Kiên Giang   | Cây bàng                                               | Trần Lập                  | 20,18%            |

#### Tiết mục Sing-off
| Đội      | Mã số                    | Tên thí sinh        | Bài hát sing-off                                       | Tác giả                      | Kết quả |
| -------- | ------------------------ | ------------------- | ------------------------------------------------------ | ---------------------------- | ------- |
| Thu Minh |                          |                     |                                                        |                              |         |
| 12       | Nguyễn Khánh Phương Linh | Cry me out          | Pixie Lott, Mads Hauge, Phil Thornalley, Colin Campsie | Bị loại                      |         |
| 14       | Dương Trần Nghĩa         | Đường về            | Công Hải                                               | Thắng                        |         |
|          |                          |                     |                                                        |                              |         |
| Trần Lập | 02                       | Nguyễn Hoài Bảo Anh | When you say nothing at all                            | Paul Overstreet, Don Schlitz | Bị loại |
| Trần Lập | 07                       | Nguyễn Văn Thắng    | Đừng nhìn lại                                          | Lương Bằng Quang             | Thắng   |

#### Tiết mục biểu diễn của khách mời
| Thứ tự | Khách mời      | Bài hát         | Tác giả                             |
| ------ | -------------- | --------------- | ----------------------------------- |
| 1      | Nhóm 5 dòng kẻ | Ngẫu nhiên      | Trịnh Công Sơn                      |
| 2      | Nhóm MTV       | Giấc mơ trở lại | Nhạc nước ngoài. Lời Việt: Anh Tuấn |

### Liveshow 6 (11/11/2012)
Đêm liveshow 6 là các phần dự thi của các thí sinh thuộc đội Đàm Vĩnh Hưng và Hồ Ngọc Hà. Kết quả thí sinh ở lại, đi tiếp sẽ được công bố vào cuối liveshow 6 được xác định theo quy tắc:
- 2 thí sinh có tỉ lệ bình chọn cao nhất đội sẽ được vào thẳng vòng tiếp theo.
- 1 thí sinh được huấn luyện viên chọn từ 3 thí sinh còn lại sẽ được vào vòng tiếp theo.
- 2 thí sinh không có lượng bình chọn trong Top 2 đội và không được huấn luyện viên lựa chọn sẽ phải hát 1 bài sing-off cuối liveshow 6. Sau đó, HLV chọn 1 thí sinh đi tiếp, 1 thí sinh còn lại sẽ bị loại.

#### Tiết mục dự thi
| Đội           | Mã số                 | Tên thí sinh           | Bài hát dự thi                                    | Tác giả                                              | Tỉ lệ % bình chọn |
| ------------- | --------------------- | ---------------------- | ------------------------------------------------- | ---------------------------------------------------- | ----------------- |
| Hồ Ngọc Hà    |                       |                        |                                                   |                                                      |                   |
| 24            | Nguyễn Thị Thái Trinh | Bonjour Vietnam        | Marc Lavoine                                      | 5,10%                                                |                   |
| 27            | Đào Bá Lộc            | We found love          | Calvin Harris                                     | 10,19%                                               |                   |
| 28            | Bùi Anh Tuấn          | Sống trọn cho nhau     | Dương Khắc Linh, Thanh Bùi, Hoàng Huy Long        | 57,94%                                               |                   |
| 25            | Tiêu Châu Như Quỳnh   | Giấc mơ tìm không thấy | Nhạc ngoại Lời Việt: Đức Trí                      | 9,98%                                                |                   |
| 26            | Đinh Thị Thanh Hương  | Paris ohh la la        | Grace Potter, The Nocturnais Lời Việt: Đinh Hương | 16,79%                                               |                   |
|               |                       |                        |                                                   |                                                      |                   |
| Đàm Vĩnh Hưng | 19                    | Nguyễn Trọng Khương    | Rồi mai thức giấc                                 | Tường Văn                                            | 16,84%            |
| Đàm Vĩnh Hưng | 21                    | Lê Phạm Xuân Nghi      | Mơ anh quay về                                    | Phương Uyên                                          | 8,54%             |
| Đàm Vĩnh Hưng | 20                    | Đồng Thị Lan           | Cho em được yêu thương                            | Mai Khôi, Đồng Lan                                   | 27,13%            |
| Đàm Vĩnh Hưng | 15                    | Phan Ngọc Luân         | My baby you                                       | Marc Anthony                                         | 23,84%            |
| Đàm Vĩnh Hưng | 18                    | Vũ Thanh Hằng          | Girl on fire                                      | Jeff Bhasker, Alicia Keys, Salaam Remi, Billy Squier | 23,65%            |

#### Tiết mục Sing-off
| Đội           | Mã số                 | Tên thí sinh        | Bài hát sing-off                                     | Tác giả        | Kết quả |
| ------------- | --------------------- | ------------------- | ---------------------------------------------------- | -------------- | ------- |
| Hồ Ngọc Hà    |                       |                     |                                                      |                |         |
| 24            | Nguyễn Thị Thái Trinh | Over the rainbow    | Harold Arlen. Lời: E.Y.Harburg                       | Bị loại        |         |
| 27            | Đào Bá Lộc            | Boyfriend           | Justin Biber, Mike Posner, Matthew Musto, Mason Levy | Thắng          |         |
|               |                       |                     |                                                      |                |         |
| Đàm Vĩnh Hưng | 19                    | Nguyễn Trọng Khương | Imagine                                              | John Lennon    | Bị loại |
| Đàm Vĩnh Hưng | 18                    | Vũ Thanh Hằng       | Một                                                  | Trần Trung Đức | Thắng   |

#### Tiết mục biểu diễn của khách mời
| Thứ tự | Khách mời                 | Bài hát                           | Tác giả                                                                                        |
| ------ | ------------------------- | --------------------------------- | ---------------------------------------------------------------------------------------------- |
| 1      | Dương Quốc Huy, Quốc Dũng | Hall of fame One more night       | Adam Levine, Shellback, Max Martin, Savan Kotecha, Danny O'Donoghue, Mark Sheehan, James Barry |
| 2      | Siu Black                 | When you tell me that you love me | Albert Hammond, John Battis                                                                    |

### Liveshow 7 (18/11/2012)
Đêm liveshow 7 là các phần dự thi của các thí sinh thuộc đội Thu Minh và Trần Lập. Kết quả thí sinh ở lại, đi tiếp sẽ được công bố vào cuối liveshow 7 được xác định theo quy tắc:
- 1 thí sinh có tỉ lệ bình chọn cao nhất đội sẽ được vào thẳng vòng tiếp theo.
- 1 thí sinh được huấn luyện viên chọn từ 3 thí sinh còn lại sẽ được vào vòng tiếp theo.
- 2 thí sinh không có lượng bình chọn cao nhất đội và không được huấn luyện viên lựa chọn sẽ phải hát 1 bài sing-off cuối liveshow 7. Sau đó, HLV chọn 1 thí sinh đi tiếp, 1 thí sinh còn lại sẽ bị loại.

#### Tiết mục dự thi
| Đội      | Mã số               | Tên thí sinh       | Bài hát dự thi                           | Tác giả                                   | Tỉ lệ % bình chọn |
| -------- | ------------------- | ------------------ | ---------------------------------------- | ----------------------------------------- | ----------------- |
| Thu Minh |                     |                    |                                          |                                           |                   |
| 11       | Đỗ Xuân Sơn         | Because we believe | Andrea Bocelli, David Foster, Amy Foster | 7,12%                                     |                   |
| 10       | Nguyễn Trúc Nhân    | Một mình           | Trần Tiến                                | 16,79%                                    |                   |
| 08       | Phạm Thị Hương Tràm | Như chưa bắt đầu   | Đức Trí                                  | 53,54%                                    |                   |
| 14       | Dương Trần Nghĩa    | Tell me why        | Mr. A                                    | 22,55%                                    |                   |
|          |                     |                    |                                          |                                           |                   |
| Trần Lập | 07                  | Nguyễn Văn Thắng   | Nhắm mắt                                 | Tuấn Khanh                                | 13,25%            |
| Trần Lập | 05                  | Nguyễn Thùy Linh   | Kill me softly with his song             | Charles Fox, Norman Gimbel                | 12,98%            |
| Trần Lập | 03                  | Trần Thị Kim Loan  | Bay lên                                  | Yên Lam                                   | 21,02%            |
| Trần Lập | 01                  | Nguyễn Kiên Giang  | Too much love will kill you              | Brian May, Frank Musker, Elizabeth Lamers | 52,75%            |

#### Tiết mục Sing-off
| Đội      | Mã số            | Tên thí sinh           | Bài hát sing-off                                                      | Tác giả          | Kết quả |
| -------- | ---------------- | ---------------------- | --------------------------------------------------------------------- | ---------------- | ------- |
| Thu Minh |                  |                        |                                                                       |                  |         |
| 11       | Đỗ Xuân Sơn      | Who's loving you       | William "Smokey" Robinson                                             | Thắng            |         |
| 14       | Dương Trần Nghĩa | As long as you love me | Rodney Jerkins, Andre Lindal, Nasri Atweh Sean Anderson, Justin Biber | Bị loại          |         |
|          |                  |                        |                                                                       |                  |         |
| Trần Lập | 07               | Nguyễn Văn Thắng       | Xin cho em                                                            | Nguyễn Văn Thắng | Bị loại |
| Trần Lập | 05               | Nguyễn Thùy Linh       | Những khung trời khác                                                 | Đỗ Bảo           | Thắng   |

#### Tiết mục biểu diễn của khách mời
| Thứ tự | Khách mời                 | Bài hát        | Tác giả                                                            |
| ------ | ------------------------- | -------------- | ------------------------------------------------------------------ |
| 1      | Hồ Trung Dũng             | Felling good   | Leslie Bricusse, Anthony Newley                                    |
| 2      | Đoan Trang                | Dòng sông xanh | Nhạc ngoại. Lời Việt: Dương Thiệu Tước                             |
| 3      | Phạm Dũng Hà, Phương Linh | Diamonds       | Sia Furler, Benjamin Levine, Mikkel S. Eriksen, Tor Erik Hermansen |

### Liveshow 8 (09/12/2012)
Đêm liveshow 8 là các phần dự thi của các thí sinh thuộc đội Đàm Vĩnh Hưng và Hồ Ngọc Hà. Kết quả thí sinh ở lại, đi tiếp sẽ được công bố vào cuối liveshow 8 được xác định theo quy tắc:
- 1 thí sinh có tỉ lệ bình chọn cao nhất đội sẽ được vào thẳng vòng tiếp theo.
- 1 thí sinh được huấn luyện viên chọn từ 3 thí sinh còn lại sẽ được vào vòng tiếp theo.
- 2 thí sinh không có lượng bình chọn cao nhất đội và không được huấn luyện viên lựa chọn sẽ phải hát 1 bài sing-off cuối liveshow 8. Sau đó, HLV chọn 1 thí sinh đi tiếp, 1 thí sinh còn lại sẽ bị loại.

#### Tiết mục dự thi
| Đội           | Mã số                | Tên thí sinh                                      | Bài hát dự thi                                                    | Tác giả                                      | Tỉ lệ % bình chọn |
| ------------- | -------------------- | ------------------------------------------------- | ----------------------------------------------------------------- | -------------------------------------------- | ----------------- |
| Hồ Ngọc Hà    |                      |                                                   |                                                                   |                                              |                   |
| 27            | Đào Bá Lộc           | Toxic                                             | Cathy Dennis, Henrik Jonback, Christian Karlsson, Pontus Winnberg | 13,03%                                       |                   |
| 25            | Tiêu Châu Như Quỳnh  | Ngày anh quay bước (It only hurts when I breathe) | Rob Tyger, Kay Denar Lời Việt: Tiêu Châu Như Quỳnh                | 11,32%                                       |                   |
| 28            | Bùi Anh Tuấn         | Sẽ thôi mong chờ (Like a man)                     | Cho Eun-Hee, Kim Do-Hoon Lời Việt: Hồ Ngọc Hà                     | 56,05%                                       |                   |
| 26            | Đinh Thị Thanh Hương | Tình 2000                                         | Võ Thiện Thanh                                                    | 19,60%                                       |                   |
|               |                      |                                                   |                                                                   |                                              |                   |
| Đàm Vĩnh Hưng | 15                   | Phan Ngọc Luân                                    | The final countdown                                               | Joey Tempest                                 | 17,68%            |
| Đàm Vĩnh Hưng | 18                   | Vũ Thanh Hằng                                     | Em vẫn nhớ                                                        | Phạm Thanh Hà                                | 12,93%            |
| Đàm Vĩnh Hưng | 21                   | Lê Phạm Xuân Nghi                                 | My heart will go on                                               | James Horner, Will Jennings                  | 53,48%            |
| Đàm Vĩnh Hưng | 20                   | Đồng Thị Lan                                      | Habanera                                                          | Georges Bizet, Henri Meilhac, Ludovic Halevy | 15,92%            |

#### Tiết mục Sing-off
| Đội           | Mã số               | Tên thí sinh              | Bài hát sing-off                          | Tác giả                                              | Kết quả |
| ------------- | ------------------- | ------------------------- | ----------------------------------------- | ---------------------------------------------------- | ------- |
| Hồ Ngọc Hà    |                     |                           |                                           |                                                      |         |
| 27            | Đào Bá Lộc          | Dòng thời gian            | Nguyễn Hải Phong                          | Bị loại                                              |         |
| 25            | Tiêu Châu Như Quỳnh | River deep, mountain high | Phil Spector, Jeff Barry, Ellie Greenwich | Thắng                                                |         |
|               |                     |                           |                                           |                                                      |         |
| Đàm Vĩnh Hưng | 18                  | Vũ Thanh Hằng             | Unfaithful                                | Shaffer Smith, Tor Erik Hermansen, Mikkel S. Eriksen | Bị loại |
| Đàm Vĩnh Hưng | 15                  | Phan Ngọc Luân            | Độc huyền cầm                             | Bảo Lan                                              | Thắng   |

#### Tiết mục biểu diễn của khách mời
| Thứ tự | Khách mời                   | Bài hát                   | Tác giả                               |
| ------ | --------------------------- | ------------------------- | ------------------------------------- |
| 1      | Phạm Thu Hà                 | Xuân tàn (Solveig's song) | Edvard Grieg Lời Việt: Võ Thiện Thanh |
| 2      | Thanh Bùi                   | The winner take it all    | Benny Anderson, Bjorn Ulvaeus         |
| 3      | Đặng Thu Thủy, Vũ Kim Cương | Vivo per lei              | Gatto Panceri, Valerio Zelli          |

### Liveshow 9 (16/12/2012)
Đêm liveshow 9 là các phần dự thi của các thí sinh thuộc đội Thu Minh và Trần Lập. Mỗi thí sinh sẽ trình diễn 2 tiết mục. Kết quả thí sinh ở lại, đi tiếp sẽ được công bố vào cuối liveshow 9 được xác định theo quy tắc:
- 1 thí sinh có tỉ lệ bình chọn cao nhất đội sẽ được vào thẳng vòng tiếp theo.
- 1 thí sinh được huấn luyện viên chọn từ 2 thí sinh còn lại sẽ được vào vòng tiếp theo.
- 1 thí sinh không được bình chọn cao nhất đội và không được huấn luyện viên lựa chọn sẽ bị loại.

#### Tiết mục dự thi
| Đội      | Mã số               | Tên thí sinh                     | Bài hát dự thi                                                                                    | Tác giả       | Tỉ lệ % bình chọn |
| -------- | ------------------- | -------------------------------- | ------------------------------------------------------------------------------------------------- | ------------- | ----------------- |
| Thu Minh |                     |                                  |                                                                                                   |               |                   |
| 11       | Đỗ Xuân Sơn         | Những ngày đẹp trời (Behind you) | Lee Seung Gi Lời Việt: Hồ Văn Quân                                                                | 7,21%         |                   |
| 11       | Đỗ Xuân Sơn         | Without you                      | Pete Ham, Tom Evans                                                                               | 7,21%         |                   |
| 10       | Nguyễn Trúc Nhân    | Đông                             | Vũ Cát Tường                                                                                      | 29,84%        |                   |
| 10       | Nguyễn Trúc Nhân    | Giọt mưa thu                     | Đặng Thế Phong, Bùi Công Kỳ                                                                       | 29,84%        |                   |
| 08       | Phạm Thị Hương Tràm | Hush hush                        | Andreas Romdhane, Joself Larossi, Ina Wroldsen, Nicole Scherzinger, Dino Fekaris, Frederik Parren | 62,96%        |                   |
| 08       | Phạm Thị Hương Tràm | Hạ trắng                         | Trịnh Công Sơn                                                                                    | 62,96%        |                   |
|          |                     |                                  |                                                                                                   |               |                   |
| Trần Lập | 03                  | Trần Thị Kim Loan                | Đất nước lời ru                                                                                   | Văn Thành Nho | 40,50%            |
| Trần Lập | 03                  | Trần Thị Kim Loan                | Phép lạ                                                                                           | Tuấn Khanh    | 40,50%            |
| Trần Lập | 01                  | Nguyễn Kiên Giang                | Nơi đảo xa                                                                                        | Thế Song      | 46,01%            |
| Trần Lập | 01                  | Nguyễn Kiên Giang                | Umbreak my heart                                                                                  | Diane Warren  | 46,01%            |
| Trần Lập | 05                  | Nguyễn Thùy Linh                 | Câu trả lời                                                                                       | Đỗ Bảo        | 13,50%            |
| Trần Lập | 05                  | Nguyễn Thùy Linh                 | Fly me to the moon                                                                                | Bart Howard   | 13,50%            |

#### Tiết mục biểu diễn của khách mời
| Thứ tự | Khách mời      | Bài hát     | Tác giả               |
| ------ | -------------- | ----------- | --------------------- |
| 1      | Dương Triệu Vũ | Hold me     | Ebba Forsberg         |
| 2      | Hồng Nhung     | Anh đừng đi | Mai Thang, Hồng Nhung |

### Liveshow 10 (23/12/2012)
Đêm liveshow 10 là các phần dự thi của các thí sinh thuộc đội Đàm Vĩnh Hưng và Hồ Ngọc Hà. Mỗi thí sinh sẽ trình diễn 2 tiết mục. Kết quả thí sinh ở lại, đi tiếp sẽ được công bố vào cuối liveshow 10 được xác định theo quy tắc:
- 1 thí sinh có tỉ lệ bình chọn cao nhất đội sẽ được vào thẳng vòng tiếp theo.
- 1 thí sinh được huấn luyện viên chọn từ 2 thí sinh còn lại sẽ được vào vòng tiếp theo.
- 1 thí sinh không được bình chọn cao nhất đội và không được huấn luyện viên lựa chọn sẽ bị loại.

#### Tiết mục dự thi
| Đội           | Mã số                | Tên thí sinh           | Bài hát dự thi                                                                          | Tác giả                                                                    | Tỉ lệ % bình chọn |
| ------------- | -------------------- | ---------------------- | --------------------------------------------------------------------------------------- | -------------------------------------------------------------------------- | ----------------- |
| Hồ Ngọc Hà    |                      |                        |                                                                                         |                                                                            |                   |
| 25            | Tiêu Châu Như Quỳnh  | Note to God            | Diane Warren                                                                            | 14,11%                                                                     |                   |
| 25            | Tiêu Châu Như Quỳnh  | So what                | Pink, Max Martin, Shellback                                                             | 14,11%                                                                     |                   |
| 26            | Đinh Thị Thanh Hương | Telephone              | Stefani Germanotta, Rodney Jerkins, LaShawn Daniels, Lazonata Franklin, Beyonce Knowles | 43,07%                                                                     |                   |
| 26            | Đinh Thị Thanh Hương | Trở về                 | Xuân Nghĩa                                                                              | 43,07%                                                                     |                   |
| 28            | Bùi Anh Tuấn         | Những mùa đông yêu dấu | Đỗ Bảo                                                                                  | 42,82%                                                                     |                   |
| 28            | Bùi Anh Tuấn         | Lời nhắn số 4          | Hồ Hoài Anh                                                                             | 42,82%                                                                     |                   |
|               |                      |                        |                                                                                         |                                                                            |                   |
| Đàm Vĩnh Hưng | 21                   | Lê Phạm Xuân Nghi      | Hãy mở cửa nhé tình yêu                                                                 | Xuân Phương                                                                | 34,47%            |
| Đàm Vĩnh Hưng | 21                   | Lê Phạm Xuân Nghi      | Just walk away                                                                          | Marti Sharron, Albert Hammond                                              | 34,47%            |
| Đàm Vĩnh Hưng | 15                   | Phan Ngọc Luân         | Timeless                                                                                | Anders "Bag" Bagge, Peer Astrom, Henrik Norberg, Karen Poole, Oscar Merner | 10,51%            |
| Đàm Vĩnh Hưng | 15                   | Phan Ngọc Luân         | Bóng mây đời tôi                                                                        | Đức Trí                                                                    | 10,51%            |
| Đàm Vĩnh Hưng | 20                   | Đồng Thị Lan           | Phố nghèo                                                                               | Trần Tiến                                                                  | 55,03%            |
| Đàm Vĩnh Hưng | 20                   | Đồng Thị Lan           | Besame Mucho                                                                            | Consuelo Velazquez                                                         | 55,03%            |

#### Tiết mục biểu diễn của khách mời
| Thứ tự | Khách mời                                                                | Bài hát | Tác giả |
| ------ | ------------------------------------------------------------------------ | --- | --- |
| 1      | Minh Quyền, Quỳnh Trang, Hoàng Triều, Nguyên Long, Ngân Bình, Thái Trinh | Liên khúc Giáng sinh: Jingle bell, Jingle bell rock, Santa Clause's coming to town, Feliz Navidad, Mary's boy Child | James Lord Pierpont, Joe Beal, Jim Boothe, John Frederick Coota, Haven Gillespie, Jose Feliciano, Jester Hairaton |
| 2      | Bảo Anh, Xuân Sơn                                                        | Quay về trong mơ | Lê Phương |
| 3      | Hồ Quỳnh Hương                                                           | Love me | Phi Vân |

### Liveshow 11 (30/12/2012)
Liveshow 11 là đêm bán kết của Giọng Hát Việt mùa 1. 8 thí sinh của các đội sẽ cùng nhau trình diễn trên sân khấu một ca khúc đơn ca duy nhất. Thí sinh có tổng điểm bình chọn của khán giả và huấn luyện viên cao hơn ở mỗi đội sẽ là người đi tiếp.
Tiết mục dự thi
| Đội           | Mã số | Tên thí sinh         | Bài hát dự thi                                                   | Tỉ lệ bình chọn của khán giả | Tỉ lệ của HLV | Kết quả          |
| ------------- | ----- | -------------------- | ---------------------------------------------------------------- | ---------------------------- | ------------- | ---------------- |
| Trần Lập      | 03    | Trần Thị Kim Loan    | Quay về đây (Nguyễn Dân)                                         | 31,56%                       | 50%           | 81,56% (Bị loại) |
| Trần Lập      | 01    | Nguyễn Kiên Giang    | Ave Maria (Franz Suchbert)                                       | 68,44%                       | 50%           | 118,44% (Vào CK) |
| Đàm Vĩnh Hưng | 20    | Lê Phạm Xuân Nghi    | Mẹ yêu con (Nguyễn Văn Tý)                                       | 56,9%                        | 50%           | 106,9% (Vào CK)  |
| Đàm Vĩnh Hưng | 21    | Đồng Thị Lan         | Sợ chết (Đồng Lan)                                               | 43,1%                        | 50%           | 93,1% (Bị loại)  |
| Thu Minh      | 08    | Phạm Thị Hương Tràm  | Run to you (Jud Freidman, Allan Rich)                            | 49,24%                       | 55%           | 104,24% (Vào CK) |
| Thu Minh      | 10    | Nguyễn Trúc Nhân     | Gió mùa về (Ngọc Khuê)                                           | 50,76%                       | 45%           | 95,76% (Bị loại) |
| Hồ Ngọc Hà    | 26    | Đinh Thị Thanh Hương | It's a man's man's man's world (James Brown, Betty Jean Newsome) | 46,54%                       | 55%           | 101,54% (Vào CK) |
| Hồ Ngọc Hà    | 28    | Bùi Anh Tuấn         | Making love out of nothing at all (Jim Steinman)                 | 53,46%                       | 45%           | 98,46% (Bị loại) |

Tiết mục khách mời
| Thứ tự | Khách mời                                                              | Bài hát             | Tác giả                        |
| ------ | ---------------------------------------------------------------------- | ------------------- | ------------------------------ |
| 1      | Thu Minh Hồ Ngọc Hà Đàm Vĩnh Hưng Trần Lập Dia Frampton Top 8 GHV 2012 | Happy new year      | Benny Andersson, Björn Ulvaeus |
| 2      | Hiền Thục                                                              | Hẹn lại ngàn sau    | Võ Mạnh Hiền                   |
| 3      | Hồ Hoài Anh                                                            | She                 | Charles Aznavour               |
| 4      | Dia Frampton                                                           | Heartless           | Kanye West                     |
| 5      | Dia Frampton Top 8 GHV                                                 | We are the champion | Freddie Mercury                |

### Liveshow 12 (13/01/2013)
Liveshow 12 là đêm chung kết của Giọng Hát Việt mùa 1. Mỗi thí sinh sẽ trình bày tổng cộng 3 ca khúc, trong đó có 2 ca khúc đơn ca và 1 ca khúc song ca cùng huấn luyện viên. Thí sinh có số phiếu bình chọn của khán giả cao nhất sẽ trở thành quán quân của cuộc thi.
| Đội           | Mã số | Tên thí sinh         | Bài hát dự thi 1                    | Bài hát dự thi 2                                                       | Bài hát song ca với HLV                    | Kết quả bình chọn  |
| ------------- | ----- | -------------------- | ----------------------------------- | ---------------------------------------------------------------------- | ------------------------------------------ | ------------------ |
| Thu Minh      | 08    | Phạm Thị Hương Tràm  | Trên đỉnh Phù Vân (Phó Đức Phương)  | Queen of the night (L.A. ReidBabyface, Daryl Simmons, Whitney Houston) | Đường cong (Nguyễn Hải Phong)              | Quán quân (41.47%) |
| Đàm Vĩnh Hưng | 20    | Lê Phạm Xuân Nghi    | Dạ cổ hoài lang (Cao Văn Lầu)       | All by myself (Eric Carmen, Sergei Rachmaninoff)                       | Không thể và có thể (Phó Đức Phương)       | Á quân (29.32%)    |
| Hồ Ngọc Hà    | 26    | Đinh Thị Thanh Hương | Words (Barry, Robin & Maurice Gibb) | Tôi là ai (Bảo Phương)                                                 | Fighter (Christina Aguilera, Scott Storch) | Giải ba (23.6%)    |
| Trần Lập      | 01    | Nguyễn Kiên Giang    | Cảm ơn mẹ (Đức Trịnh)               | Bohemian Rhapsody (Freddie Mercury)                                    | Đường đến ngày vinh quang (Trần Lập)       | Giải tư (5.6%)     |

## Bảng kết quả

### Kết quả chi tiết
| - Thí sinh chiến thắng chung cuộc - Thí sinh về nhì - Thí sinh về ba/bốn - Thí sinh bị loại ở vòng Liveshow - Thí sinh bị loại ở vòng Đối đầu - Thí sinh bỏ cuộc |

| Huấn luyện viên      | Top 56 thí sinh        | Top 56 thí sinh     | Top 56 thí sinh     | Top 56 thí sinh          | Top 56 thí sinh |
| -------------------- | ---------------------- | ------------------- | ------------------- | ------------------------ | --------------- |
| Trần Lập             |                        |                     |                     |                          |                 |
| Nguyễn Kiên Giang    | Trần Thị Kim Loan      | Nguyễn Thùy Linh    | Nguyễn Văn Thắng    | Nguyễn Hoài Bảo Anh      |                 |
| Huỳnh Anh Tuấn       | Nguyễn Thị Thảo Nguyên | Trần Thị Thanh Thủy | Đỗ Lệ Quyên         | K'sor Đức                |                 |
| Nguyễn Quốc Dũng     | Lương Minh Trí         | Nguyễn Hoàng Triều  | Hà Văn Đông         |                          |                 |
| Thu Minh             |                        |                     |                     |                          |                 |
| Phạm Thị Hương Tràm  | Nguyễn Trúc Nhân       | Đỗ Xuân Sơn         | Dương Trần Nghĩa    | Nguyễn Khánh Phương Linh |                 |
| Đặng Thị Thu Thủy    | Phạm Thị Ngân Bình     | Dương Quốc Huy      | Nguyễn Phú Luân     | Mai Khánh Linh           |                 |
| Trần Nguyên Long     | Nguyễn Ngọc Gia Bảo    | Hoàng Thị Uyên      | Nguyễn Đức Quang    |                          |                 |
| Đàm Vĩnh Hưng        |                        |                     |                     |                          |                 |
| Lê Phạm Xuân Nghi    | Đồng Lan               | Phan Ngọc Luân      | Vũ Thanh Hằng       | Nguyễn Trọng Khương      |                 |
| Phạm Dũng Hà         | Nguyễn Quỳnh Trang     | Trần Hoàng Anh      | Hoàng Mạnh          | Đặng Mai Anh             |                 |
| Nguyễn Trinh Diễm My | Đinh Thị Thu Thùy      | Vũ Kim Cương        | Đặng Thị Hoài Trinh |                          |                 |
| Hồ Ngọc Hà           |                        |                     |                     |                          |                 |
| Đinh Thị Thanh Hương | Bùi Anh Tuấn           | Tiêu Châu Như Quỳnh | Đào Bá Lộc          | Nguyễn Thị Thái Trinh    |                 |
| Nguyễn Hương Giang   | Thiều Bảo Trang        | Phạm Hữu Thuận      | Trang Quốc Cường    | Kiều Minh Quyền          |                 |
| Bùi Caroon           | Lê Thị Lê Vy           | Trần Hồng Dương     | Nguyễn Hoàng Đức    |                          |                 |

### Kết quả vòng Liveshow
| – | Thí sinh giành chiến thắng chung cuộc                |
| – | Thí sinh vào chung kết (TOP 4)                       |
| – | Thí sinh phải hát sing-off                           |
| - | Thí sinh an toàn bởi sự lựa chọn của huấn luyện viên |
| - | Thí sinh an toàn bởi sự bình chọn của khán giả       |
| – | Thí sinh không biểu diễn trong tuần thi              |
| – | Thí sinh bỏ cuộc                                     |

|                          | Tuần 1+2 | Tuần 3+4         | Tuần 5           | Tuần 6           | Tuần 7           | Tuần 8           | Tuần 9           | Tuần 10           | Tuần 11 (Bán kết) | Tuần 12 (Chung kết) |                   |                   |                   |
| ĐỘI TRẦN LẬP             |          |                  |                  |                  |                  |                  |                  |                   |                   |                     |                   |                   |                   |
| Nguyễn Kiên Giang        | An toàn  |                  | An toàn          |                  | An toàn          |                  | An toàn          |                   | An toàn           | TOP 4               |                   |                   |                   |
| Trần Thị Kim Loan        | An toàn  |                  | An toàn          |                  | An toàn          |                  | An toàn          |                   | Bị loại (Tuần 11) | Bị loại (Tuần 11)   | Bị loại (Tuần 11) | Bị loại (Tuần 11) | Bị loại (Tuần 11) |
| Nguyễn Thùy Linh         | An toàn  |                  | An toàn          |                  | Sing-Off         |                  | Bị loại (Tuần 9) | Bị loại (Tuần 9)  | Bị loại (Tuần 9)  | Bị loại (Tuần 9)    | Bị loại (Tuần 9)  |                   |                   |
| Nguyễn Văn Thắng         | An toàn  |                  | Sing-Off         |                  | Sing-Off         | Bị loại (Tuần 7) | Bị loại (Tuần 7) | Bị loại (Tuần 7)  | Bị loại (Tuần 7)  | Bị loại (Tuần 7)    |                   |                   |                   |
| Nguyễn Hoài Bảo Anh      | Sing-Off |                  | Sing-Off         | Bị loại (Tuần 5) | Bị loại (Tuần 5) | Bị loại (Tuần 5) | Bị loại (Tuần 5) | Bị loại (Tuần 5)  | Bị loại (Tuần 5)  | Bị loại (Tuần 5)    |                   |                   |                   |
| Huỳnh Anh Tuấn           | Sing-Off | Bị loại (Tuần 2) | Bị loại (Tuần 2) | Bị loại (Tuần 2) | Bị loại (Tuần 2) | Bị loại (Tuần 2) | Bị loại (Tuần 2) | Bị loại (Tuần 2)  | Bị loại (Tuần 2)  | Bị loại (Tuần 2)    |                   |                   |                   |
| Nguyễn Thị Thảo Nguyên   | Sing-Off | Bị loại (Tuần 2) | Bị loại (Tuần 2) | Bị loại (Tuần 2) | Bị loại (Tuần 2) | Bị loại (Tuần 2) | Bị loại (Tuần 2) | Bị loại (Tuần 2)  | Bị loại (Tuần 2)  | Bị loại (Tuần 2)    |                   |                   |                   |
| ĐỘI THU MINH             |          |                  |                  |                  |                  |                  |                  |                   |                   |                     |                   |                   |                   |
| Phạm Thị Hương Tràm      | An toàn  |                  | An toàn          |                  | An toàn          |                  | An toàn          |                   | An toàn           | Nhà vô địch         |                   |                   |                   |
| Nguyễn Trúc Nhân         | An toàn  |                  | An toàn          |                  | An toàn          |                  | An toàn          |                   | Bị loại (Tuần 11) | Bị loại (Tuần 11)   | Bị loại (Tuần 11) | Bị loại (Tuần 11) | Bị loại (Tuần 11) |
| Đỗ Xuân Sơn              | An toàn  |                  | An toàn          |                  | Sing-Off         |                  | Bị loại (Tuần 9) | Bị loại (Tuần 9)  | Bị loại (Tuần 9)  | Bị loại (Tuần 9)    | Bị loại (Tuần 9)  |                   |                   |
| Dương Trần Nghĩa         | An toàn  |                  | Sing-Off         |                  | Sing-Off         | Bị loại (Tuần 7) | Bị loại (Tuần 7) | Bị loại (Tuần 7)  | Bị loại (Tuần 7)  | Bị loại (Tuần 7)    |                   |                   |                   |
| Nguyễn Khánh Phương Linh | Sing-Off |                  | Sing-Off         | Bị loại (Tuần 5) | Bị loại (Tuần 5) | Bị loại (Tuần 5) | Bị loại (Tuần 5) | Bị loại (Tuần 5)  | Bị loại (Tuần 5)  | Bị loại (Tuần 5)    |                   |                   |                   |
| Đặng Thị Thu Thủy        | Sing-Off | Bị loại (Tuần 2) | Bị loại (Tuần 2) | Bị loại (Tuần 2) | Bị loại (Tuần 2) | Bị loại (Tuần 2) | Bị loại (Tuần 2) | Bị loại (Tuần 2)  | Bị loại (Tuần 2)  | Bị loại (Tuần 2)    |                   |                   |                   |
| Phạm Thị Ngân Bình       | Sing-Off | Bị loại (Tuần 2) | Bị loại (Tuần 2) | Bị loại (Tuần 2) | Bị loại (Tuần 2) | Bị loại (Tuần 2) | Bị loại (Tuần 2) | Bị loại (Tuần 2)  | Bị loại (Tuần 2)  | Bị loại (Tuần 2)    |                   |                   |                   |
| ĐỘI ĐÀM VĨNH HƯNG        |          |                  |                  |                  |                  |                  |                  |                   |                   |                     |                   |                   |                   |
| Lê Phạm Xuân Nghi        |          | Sing-Off         |                  | An toàn          |                  | An toàn          |                  | An toàn           | An toàn           | TOP 4               |                   |                   |                   |
| Đồng Lan                 |          | An toàn          |                  | An toàn          |                  | An toàn          |                  | An toàn           | Bị loại (Tuần 11) | Bị loại (Tuần 11)   | Bị loại (Tuần 11) | Bị loại (Tuần 11) |                   |
| Phan Ngọc Luân           |          | An toàn          |                  | An toàn          |                  | Sing-Off         |                  | Bị loại (Tuần 10) | Bị loại (Tuần 10) | Bị loại (Tuần 10)   | Bị loại (Tuần 10) |                   |                   |
| Vũ Thanh Hằng            |          | An toàn          |                  | Sing-Off         |                  | Sing-Off         | Bị loại (Tuần 8) | Bị loại (Tuần 8)  | Bị loại (Tuần 8)  | Bị loại (Tuần 8)    |                   |                   |                   |
| Nguyễn Trọng Khương      |          | An toàn          |                  | Sing-Off         | Bị loại (Tuần 6) | Bị loại (Tuần 6) | Bị loại (Tuần 6) | Bị loại (Tuần 6)  | Bị loại (Tuần 6)  | Bị loại (Tuần 6)    |                   |                   |                   |
| Phạm Dũng Hà             |          | Sing-Off         | Bị loại (Tuần 4) | Bị loại (Tuần 4) | Bị loại (Tuần 4) | Bị loại (Tuần 4) | Bị loại (Tuần 4) | Bị loại (Tuần 4)  | Bị loại (Tuần 4)  | Bị loại (Tuần 4)    |                   |                   |                   |
| Nguyễn Quỳnh Trang       |          | Sing-Off         | Bị loại (Tuần 4) | Bị loại (Tuần 4) | Bị loại (Tuần 4) | Bị loại (Tuần 4) | Bị loại (Tuần 4) | Bị loại (Tuần 4)  | Bị loại (Tuần 4)  | Bị loại (Tuần 4)    |                   |                   |                   |
| ĐỘI HỒ NGỌC HÀ           |          |                  |                  |                  |                  |                  |                  |                   |                   |                     |                   |                   |                   |
| Đinh Thị Thanh Hương     |          | An toàn          |                  | An toàn          |                  | An toàn          |                  | An toàn           | An toàn           | TOP 4               |                   |                   |                   |
| Bùi Anh Tuấn             |          | An toàn          |                  | An toàn          |                  | An toàn          |                  | An toàn           | Bị loại (Tuần 11) | Bị loại (Tuần 11)   | Bị loại (Tuần 11) | Bị loại (Tuần 11) |                   |
| Tiêu Châu Như Quỳnh      |          | Sing-Off         |                  | An toàn          |                  | Sing-Off         |                  | Bị loại (Tuần 10) | Bị loại (Tuần 10) | Bị loại (Tuần 10)   | Bị loại (Tuần 10) |                   |                   |
| Đào Bá Lộc               |          | An toàn          |                  | Sing-Off         |                  | Sing-Off         | Bị loại (Tuần 8) | Bị loại (Tuần 8)  | Bị loại (Tuần 8)  | Bị loại (Tuần 8)    |                   |                   |                   |
| Nguyễn Thị Thái Trinh    |          | An toàn          |                  | Sing-Off         | Bị loại (Tuần 6) | Bị loại (Tuần 6) | Bị loại (Tuần 6) | Bị loại (Tuần 6)  | Bị loại (Tuần 6)  | Bị loại (Tuần 6)    |                   |                   |                   |
| Nguyễn Hương Giang       |          | Sing-Off         | Bị loại (Tuần 4) | Bị loại (Tuần 4) | Bị loại (Tuần 4) | Bị loại (Tuần 4) | Bị loại (Tuần 4) | Bị loại (Tuần 4)  | Bị loại (Tuần 4)  | Bị loại (Tuần 4)    |                   |                   |                   |
| Thiều Bảo Trang          |          | Bỏ cuộc          | Bị loại (Tuần 4) | Bị loại (Tuần 4) | Bị loại (Tuần 4) | Bị loại (Tuần 4) | Bị loại (Tuần 4) | Bị loại (Tuần 4)  | Bị loại (Tuần 4)  | Bị loại (Tuần 4)    |                   |                   |                   |

## Scandal

### Phát biểu của Thanh Lam
Khi ca sĩ Thanh Lam phát biểu ý kiến về các chương trình thực tế hiện nay, nhắc đến The Voice phiên bản Việt, chị nhận xét về hai huấn luyện viên Đàm Vĩnh Hưng và Hồ Ngọc Hà rằng:
"Đàm Vĩnh Hưng và Hồ Ngọc Hà dùng công nghệ rất nhiều. Nói gì thì nói khi dạy cho một bạn trẻ có triển vọng thì phải dạy bằng cái nghề của mình chứ không thể dạy bằng công nghệ được. Các bạn ấy không có tiền, không có cuộc sống để làm những thứ to tát thì phải dạy họ bằng thực lực. Tôi nghĩ rằng đào bới khả năng của các bạn trẻ thì phải bằng những giá trị đích thực. Khi tôi xem chương trình này tôi cũng ngạc nhiên và không thể tưởng tượng ra hai ca sĩ Đàm Vĩnh Hưng và Hồ Ngọc Hà sẽ dạy bằng cái gì? Có bột mới gột nên hồ. Phải có trình độ mới dạy được."
Nhiều bài báo chỉ trích dẫn phần cuối của đoạn phát biểu này và làm dấy lên tranh cãi trong dư luận. Một số người bênh vực Thanh Lam đã thẳng thắn và nói đúng. Một số người chỉ trích Thanh Lam phát ngôn gây shock và không tôn trọng đồng nghiệp. Riêng Đàm Vĩnh Hưng tuyên bố "sẽ không nhìn mặt Thanh Lam."

### Dàn xếp kết quả
Một clip thu âm giọng nói của giám đốc âm nhạc, ca nhạc sĩ Phương Uyên, được tung lên internet. Phương Uyên được cho là đã có dàn xếp kết quả chương trình. Trong cuộc họp báo những người thực hiện chương trình đã bác bỏ rằng có sự dàn xếp kết quả. Tuy nhiên Phương Uyên muốn rời khỏi vị trí giám đốc âm nhạc và được quyết định là như vậy. Hoài Sa tạm thời đảm nhiệm công việc của Phương Uyên.